# 阿拉马约纳
阿拉马约纳（西班牙語：Aramayona）是西班牙巴斯克自治区阿拉瓦省的一个市镇。总面积73km²，总人口1466人（2001年），人口密度20人/km²。